# Landry Nguetsa
Landry Nguetsa est un acteur, metteur en scène et dramaturge camerounais. Il est connu pour son rôle dans le film Kankan, qui lui a valu le prix du meilleur acteur au Festival International du Film Panafricain de Cannes en 2023.

## Biographie
Passionné de théâtre, Landry Nguetsa s'impose comme une figure de la scène artistique camerounaise. Il est le directeur du théâtre de l'université de Yaoundé 1. 

## Filmographie
- 2022 : Kankan de Joseph Adama : Dieudonné Afana / Jean Miché Kankan[4].
- 2022 : L’accord de Léa Malle : rôle non spécifié[5].
- 2018 : Mes vacances de Rostand Wandja : producteur[6].
- 2016 : Walls de Narcisse Wandji : infirmier[7].
- 2014 : Stigmata de Sidoine Kamga, avec Landry nguetsa dans le rôle principal[7].

## Séries
- 2017 : Remember de David kouam avec Landry nguetsa dans le rôle principal.

## Théâtre
- Le Gynéco de la Première Dame
- Et si Le bon Dieux était le Père Noel
- Drôle de bruits
- Le Syndicat de mes Ex[8].
- Avant l’oubli[9].

## Distinctions
- Prix du meilleur acteur : 20e édition du Festival International du Film Panafricain, Cannes, 2023.
- Meilleur acteur de l’Afrique Centrale : 7e édition des SOTIGUI Awards, Burkina Faso[3].
- Meilleur comédien : Canal d'or act 14, 2023, Cameroun[10].